# Ragunda socken
Ragunda socken (Ragundamål: [`rɑːve̞n]) i Jämtland ingår sedan 1971 i Ragunda kommun och motsvarar från 2016 Ragunda distrikt.
Socknens areal är 955,20 kvadratkilometer, varav 921,40 land. År 2000 fanns här 3 132 invånare. Tätorten Hammarstrand, stationssamhället Ragunda och området Kyrkslätten ligger i socknen. I den sistnämnda finns socknens nya och gamla kyrka. 

## Administrativ historik
Ragunda socken har medeltida ursprung. 1589 utbröts Stuguns socken.
Vid kommunreformen 1862 överfördes ansvaret för de kyrkliga frågorna till Ragunda församling och för de borgerliga frågorna till Ragunda landskommun. Landskommunen ombildades 1971 till Ragunda kommun.
1 januari 2016 inrättades distriktet Ragunda, med samma omfattning som församlingen hade 1999/2000.
Socknen har tillhört fögderier, tingslag och domsagor enligt vad som beskrivs i artikeln Jämtland. De indelta soldaterna tillhörde Jämtlands fältjägarregemente och Jämtlands hästjägarkår.

## Geografi
Ragunda socken ligger kring Indalsälven, Ammerån och den tidigare Ragundasjön och vid östra Gesunden. Socknen har odlingsbygd utmed vattendragen och sjöarna och är i övrigt en kuperad skogs- och bergsbygd.
År 1796 torrlades Ragundasjön genom Magnus Huss vållande och Döda fallet uppstod.
Två av byarna i Ragunda socken är Ammer och Krokvåg.

### Geografisk avgränsning
I västra delen av socknen ligger i Indalsälven utvidgningen Gesunden, ca 200 m ö.h.). Sockengränsen mot Stuguns socken i väster går genom Gesunden. En framträdande naturformation vid Gesunden är den så kallade Nabben av Stadsberget. Nabben sticker ut i Gesunden vid dess utlopp nedströms och är genomborrad av en tunnel för riksväg 87. Indalsälvens utflöde ur Gesunden sker mellan Stadsberget i norr och Forsberget i söder. En dryg kilometer nedströms ligger Krångede med Krångede kraftverk. Cirka 4 km nedströms Krångede ligger, i höjd med byn Döviken, Gammelänge kraftverk. 
Socknens västra del avvattnas av och präglas av Ammerån, vid vars strand bland annat byarna Ammer, Överammer och Färsån ligger. Länsväg 344 leder från riksväg 87 vid Selsviken av Gesunden via Överammer och vidare mot Hammerdal.
I norr ligger bland annat Köttsjön (334 m ö.h.) samt Ytterstvattnet (319 m ö.h.), vilka avvattnas via Gillerån. 
Socknens sydöstra del domineras av Hammarstrand, som är kommuncentrum för Ragunda kommun. Cirka 5 km sydost om Hammarstrand ligger Ragunda stationssamhälle invid Stambanan genom övre Norrland. Här passerar länsväg 323 från Hammarstrand mot Kälarne.
Ragunda sockens nordligaste punkt ligger vid sjön Länglingens (372 m ö.h.) norra ände. Sjön avvattnas genom Länglingsån till Köttsjön (335 m ö.h.). I norr ligger här Borgvattnets socken. Byn Köttsjön är den största i området.
I nordost gränsar socknen på en sträcka av cirka 24 km mot Edsele socken och på sträckan 16 km mot Graninge socken, båda i Sollefteå kommun, Ångermanland. Vid Ångermannaflon möts Ragunda, Graninge och Fors socknar. Halasjön ligger på gränsen mellan Ragunda och Edsele och Kälsjön ligger på gränsen mellan Ragunda och Graninge. Området avvattnas av Halån.
I sydost gränsar Ragunda socken mot Fors socken. I trakten av Dalsbäckbodarna möts Ragunda, Fors och Hällesjö-Håsjö socknar.
I söder avgränsas Ragunda på en sträcka av cirka 24 km av Håsjö socken. På Hundtjärnåsen, cirka 12 km nordnordväst om Kälarne, möts Ragunda, Håsjö och Stuguns socknar. Härifrån avgränsas Ragunda socken i väster av Stuguns socken. Gränsen mot Stugun korsar Gesunden och når Ammerån och följer denna uppströms till byn Selet där Ragunda, Stuguns och Borgvattnets socknar möts. Härifrån gränsar socknen mot Borgvattnets socken i norr.

## Byar och hemman
Ragunda socken består historiskt av nedan listade byar och enstaka hemman. När en by har flera hemman anges också hemmansnumren.
- Ammer, by med två hemman (1–2), känd sedan medeltiden.
- Böle, by med två hemman (1–2), känd sedan 1500-talet.
- Döviken, by med två hemman (1–2), känd sedan medeltiden. Har tillsammans med en del av grannbyn Krångede bildat en småort namnsatt till Döviken och en del av Krångede.
- Gevåg, by med tre hemman (1–3), känd sedan medeltiden. Nedanför Gevåg, utmed älvstranden, ligger bebyggelsen Gevågsstranden på mark som hör till Ragundabotten (se detta).
- Gisselgård, by med två hemman (1–2), känd sedan medeltiden. På byns mark har ett bostadsområde Gisselgård växt fram.
- Hammaren, enstaka hemman, känt sedan medeltiden. Se vidare Hammaren.
- Hammarsgård, enstaka hemman, känt sedan medeltiden.
- Hammarstrand, bebyggelse, centralort i Ragunda kommun, till stor del belägen på ett vid Ragundasjöns tömning år 1796 torrlagt område inom nuvarande Ragundabotten. Också angränsande delar av hemmanen Hammaren och Kånkback räknas till Hammarstrand. Se vidare Hammarstrand.
- Ho, enstaka hemman, känt sedan 1500-talet. Uppges 1568 och 1611 vara öde och betecknas 1761 som nybygge och avradsland.
- Hälan, gemensamt namn för den till flera byar hörande bebyggelsen vid nedre loppet av ån Hälan.
- Krokvåg, by med fyra hemman (1 Främmergården, 2, 3 Opp(i)gården och 4), känd sedan medeltiden, se vidare Krokvåg.
- Krångede, by med tre hemman (1–3), känd sedan medeltiden. Delar av Krångede har tillsammans med grannbyn Döviken bildat en småort namnsatt till Döviken och en del av Krångede.
- Kullsta, by med tre hemman (1–3), känd sedan medeltiden.
- Kyrkslätten, gemensamt namn för bygden kring kyrkan, det vill säga de centrala delarna av byarna Gisselgård, Hammarsgård, Munsåker, Prästbordet, Pålgård, Torsgård och delvis Skogen. Se vidare Kyrkslätten.
- Kånkback, enstala hemman, känt sedan 1500-talet.
- Köttsjön (ursprungligen Köttsjölandet), by med fyra hemman, från början ett avradsland som uppläts till brukning den 18 mars 1673. År 1709 omtalas en Olof Eriksson som bott på platsen i fyra år men endast kunnat vistas där sommartid. Se vidare Köttsjön. Byn har namn efter läget vid insjön Köttsjön.
- Lien, by med två hemman (1–2), känd sedan medeltiden.
- Munsåker, enstaka hemman, känt sedan 1500-talet.
- Näset, by med tre hemman (1–3), känd sedan medeltiden.
- Prästbordet, enstaka hemman.
- Pålgård, by med två hemman (1–2), känd sedan medeltiden.
- Ragunda, stationssamhälle som växt upp vid gränsen mellan byarna Näset och Kånkback (Ragunda station ligger i byn Näset). Se vidare Ragunda (stationssamhälle). Någon by med namnet Ragunda finns inte.
- Ragundabotten, omfattar den jord på vitt skilda ställen inom socknen i Indalsälvens närhet som torrlades när Ragundasjön tömdes år 1796.
- Selsålandet, enstaka hemman (2), ursprungligen ett avradslandet kring Selsån, i jordeboken från 1715. Selsålandet nr 1 överfördes 1880 till Borgvattnets socken.
- Skogen, by med två hemman (1 Bostället och 2), känd sedan medeltiden.
- Torsgård, by med två hemman (1–2), känd sedan medeltiden.
- Österdöviken, enstaka hemman, beläget öster om Döviken och kan antas vara östra delen av det ursprungliga Döviken.
- Överammer, enstaka hemman, anlagt som nybygge enligt landshövdingens resolution 19 september 1772, beläget efter Ammersån ovanför byn Ammer. Hemmanet har utvecklats till småorten Överammer.

## Fornlämningar
Men har funnit cirka 15 boplatser från stenåldern. Vidare finns en grav från järnåldern samt omkring 180 fångstgropar. De flesta gropar finns kring Ammerån.

## Namnet
Namnet (1290 Rawnd) kommer troligen ursprungligen från ett bredare parti av Indalsälven, Ravundasjön, kallat Ravund med förleden rave, 'något långsmalt' och efterleden und, 'vatten' eller 'försedd med'.

## Befolkningsutveckling
| Befolkningsutvecklingen i Ragunda socken 1780–1990                                                       | Befolkningsutvecklingen i Ragunda socken 1780–1990 | Befolkningsutvecklingen i Ragunda socken 1780–1990 | Befolkningsutvecklingen i Ragunda socken 1780–1990 | Befolkningsutvecklingen i Ragunda socken 1780–1990 |
| --- | -------------------------------------------------- | -------------------------------------------------- | -------------------------------------------------- | -------------------------------------------------- |
| |                                                    |                                                    |                                                    |                                                    |
| År |                                                    |                                                    | Folkmängd                                          |                                                    |
| 1780 | 1780                                               |                                                    | 493                                                |                                                    |
| 1790 | 1790                                               |                                                    | 594                                                |                                                    |
| 1800 | 1800                                               |                                                    | 705                                                |                                                    |
| 1810 | 1810                                               |                                                    | 839                                                |                                                    |
| 1820 | 1820                                               |                                                    | 1 076                                              |                                                    |
| 1830 | 1830                                               |                                                    | 1 284                                              |                                                    |
| 1840 | 1840                                               |                                                    | 1 392                                              |                                                    |
| 1850 | 1850                                               |                                                    | 1 614                                              |                                                    |
| 1860 | 1860                                               |                                                    | 2 148                                              |                                                    |
| 1870 | 1870                                               |                                                    | 2 797                                              |                                                    |
| 1880 | 1880                                               |                                                    | 3 259                                              |                                                    |
| 1890 | 1890                                               |                                                    | 3 956                                              |                                                    |
| 1900 | 1900                                               |                                                    | 4 515                                              |                                                    |
| 1910 | 1910                                               |                                                    | 4 605                                              |                                                    |
| 1920 | 1920                                               |                                                    | 4 883                                              |                                                    |
| 1930 | 1930                                               |                                                    | 4 952                                              |                                                    |
| 1940 | 1940                                               |                                                    | 5 281                                              |                                                    |
| 1950 | 1950                                               |                                                    | 5 077                                              |                                                    |
| 1960 | 1960                                               |                                                    | 4 596                                              |                                                    |
| 1970 | 1970                                               |                                                    | 3 715                                              |                                                    |
| 1980 | 1980                                               |                                                    | 3 489                                              |                                                    |
| 1990 | 1990                                               |                                                    | 3 387                                              |                                                    |
| Anm: Källor: Umeå universitet - Tabellverket 1749-1859, Demografiska databasen, CEDAR, Umeå universitet. |                                                    |                                                    |                                                    |                                                    |